# Coupetz
Coupetz ist eine französische Gemeinde mit 84 Einwohnern (Stand 1. Januar 2022) im Département Marne in der Region Grand Est. Sie gehört zum Arrondissement Châlons-en-Champagne und zum Kanton Châlons-en-Champagne-3. 

## Lage
Die Gemeinde Coupetz liegt an der Coole, etwa 20 Kilometer südlich von Châlons-en-Champagne. Sie ist umgeben von folgenden Nachbargemeinden:
|               | Cernon                                      | Togny-aux-Bœufs, Vitry-la-Ville |
| Bussy-Lettrée | Kompassrose, die auf Nachbargemeinden zeigt | Cheppes-la-Prairie              |
|               |                                             | Faux-Vésigneul                  |

## Bevölkerungsentwicklung
| Jahr                       | 1962 | 1968 | 1975 | 1982 | 1990 | 1999 | 2008 | 2018 |
| -------------------------- | ---- | ---- | ---- | ---- | ---- | ---- | ---- | ---- |
| Einwohner                  | 84   | 77   | 89   | 85   | 81   | 65   | 81   | 80   |
| Quellen: Cassini und INSEE |      |      |      |      |      |      |      |      |